# 同人の同人
同人の同人（どうじんのどうじん）は、同人作品を基にした二次創作、パロディを指す言葉である。
特に同人音楽の分野では、2000年代半ばより「TYPE-MOON」、「東方Project」などによるオリジナルの同人ゲーム作品のBGMのアレンジが流行し、同人の同人が同人音楽の主流を占めるという状況が生まれている。
オリジナルの同人作品では、二次創作で独自に付けられた設定や関係性が、ファンの間で共有され、オリジナルの同人作品にフィードバックされるといったこともあるという。

## 代表的なジャンル
以下は、同人の同人の中でコミックマーケットのジャンルコードを付与されたことがあるもの。
TYPE-MOON『月姫』。『歌月十夜』、『空の境界』などの「TYPE-MOON」の作品を原作とした二次創作ジャンル。なお、「TYPE-MOON」自体は当初の同人サークルから有限会社ノーツのアダルトゲームブランドへ移行している。
東方Project同人サークル上海アリス幻樂団の作品群を原作とした二次創作ジャンル。
ヘタリア日丸屋秀和の作品である『Axis powers ヘタリア』を原作とした二次創作ジャンル。